# Rio Camisas
Le rio Camisas (la « rivière Chemises ») est un cours d'eau brésilien de l'État du Rio Grande do Sul.
C'est un affluent de la rive gauche du rio Taquari.